# بينجامين سيسكو
بينجامين سيسكو (بالسلوفينية: Benjamin Šeško) (مواليد 31 مايو 2003) هو لاعب كرة قدم سلوفيني يلعب في مركز المهاجم مع نادي مانشستر يونايتد في الدوري الإنجليزي الممتاز ومنتخب سلوفينيا.

## روابط خارجية
- بينجامين سيسكو على موقع الاتحاد الأوربي (الإنجليزية)
- بينجامين سيسكو على موقع قاعدة بيانات كرة القدم.إي يو (الإنجليزية)
- بينجامين سيسكو على موقع ليكيب (الفرنسية)
- بينجامين سيسكو على موقع ناشيونال فوتبول تيمز (الإنجليزية)
- بينجامين سيسكو على موقع Soccerbase.com (لاعب) (الإنجليزية)
- بينجامين سيسكو على موقع Soccerway.com (الإنجليزية)
- بينجامين سيسكو على موقع عالم كرة القدم.نت (الإنجليزية)